# Austrocotesia renei
Austrocotesia renei är en stekelart som beskrevs av Valerio och Whitfield 2005. Austrocotesia renei ingår i släktet Austrocotesia och familjen bracksteklar. Inga underarter finns listade.